# سفيتلانا بودوبيدوفا
سفيتلانا بودوبيدوفا (الروسية: Светлана Подобедова ؛ ولدت في 25 مايو 1986 ، زيما ، إيركوتسك) هي رافعة أثقال كازاخستاني روسي المولد، حصلت على الميدالية الذهبية في الألعاب الأولمبية الصيفية 2012 في فئة 75 كغ للسيدات بإجمالي 291 كجم.